# 朱茂琳
朱茂琳（?—?），宋州砀山人，朱信之父，朱誠之祖父，朱温之曾祖父。

## 生平
朱温被封为梁王时，追封曾祖父为宣惠王。907年，朱温登位後，他被尊為皇帝，廟號后梁敬祖，諡號光献皇帝，皇陵稱永安陵。

## 轶事
后梁为避朱茂林讳，将本与「茂」字同音的「戊」字改读为「武」，影响至今。